# Sayeed Pridgett
Sayeed Pridgett (Oakland, 22 maggio 1998) è un cestista statunitense naturalizzato cambogiano.